# Taisnières-en-Thiérache
Taisnières-en-Thiérache település Franciaországban, Nord megyében. Lakosainak száma 476 fő (2022. január 1.). Taisnières-en-Thiérache Dompierre-sur-Helpe, Grand-Fayt, Marbaix, Maroilles és Noyelles-sur-Sambre községekkel határos.

## Népesség
A település népessége az elmúlt években az alábbi módon változott:
| Lakosok száma | 453  | 464  | 467  | 466  | 468  | 471  | 473  | 476  | 476  |
|               | 2013 | 2015 | 2016 | 2017 | 2018 | 2019 | 2020 | 2021 | 2022 |